# Cabalango
Cabalango é uma comuna da província de Córdoba, na Argentina.